# IMMA
IMMA, eller Interactive Media & Marketing Academy, Blev stiftet i starten af 1990'erne, i Nakskov som en af de første danske 'KVU' uddannelser der havde primært omdrejningspunkt omkring de 'nye' digitale medier, som i den spæde opstart primært var cd-rom. I midt halvfemserne skiftede undervisningens omdrejningspunkt imidlertid fra cd-rom til i højere grad at fokusere på internetbaserede løsninger. 
Uddannelsen som havde til huse i ØK's tidligere administrationsbygning på det lukkede Nakskov Skibsværft, var meget tidligt en succes og man oplevede især fra kommunikations, medie og reklame branchen stor interesse for de 'Medieøkonomer' som dimitterede fra uddannelsen. Dette medførte en markant stigende søgning til IMMA fra hele Skandinavien og den nordlige del af Europa. Grundholdningen på uddannelsen var at man gerne ville have kandidater som havde et stærkt fundament, hvorfor adgangskravende blev øget så ansøgere skulle have en traditionel adgangsgivende eksamen og studie relevant erhvervserfaring, hertil kom en motiveret ansøgning samt længere udlandsophold som også var væsentligt for vurderingen af de enkelte ansøgere.
Medieøkonom uddannelsen varede to og et kvart år og var baseret på skiftevis skole og praktik ophold, hvor de studerende var igennem 3 længerevarende praktikperioder. I skoleperioden blev der undervist i: Projektledelse, Interface design, Interaktions udvikling, Journalistik og Kommunikation, Medie Jura og Markedsføringsret, programmering. 
Efter en årrække steg behovet for digitalt orienterede uddannelses tilbud og man kiggede fra undervisningsministeriet i høj grad på IMMA og International Business & Design academy i Kolding, og fandt her inspiration til det der senere skulle blive til multimediedesign uddannelsen
Fra 2002 blev multimediedesign uddannelsen udbudt på 15 uddannelses institutioner i hele Danmark og IMMA blev underlagt den ny uddannelsesbekendtgørelse. Dette medførte et stort fald i mængden af ansøgere til uddannelsen som toppede med over 1000 ansøgere til en enkelt årgang

## Studiemiljøet
Imma's studiemiljø var præget af at langt de fleste af de studerende var tilflyttet fra nær og fjern, og da Nakskov by langt fra havde kollegie kapacitet til at huse alle studerende. begyndte dannelsen af forskellige kollektiver meget hurtigt. Lukningen af Nakskov skibsvæft i 1987 havde medført massiv fraflytning fra byen og bymidten rummede derfor en væsentlig andel større herskabelige lejligheder som stod tomme. Da der var løbende overlap på tværs af årgange blev det hurtigt meget naturligt at kollektiverne gik i arv årgangene imellem. Da uddannelsen toppede med største år 2000 var der mere end 200 samtidige tilflyttede studerende på uddannelsen, hvilket gjorde det til en markant institution i Nakskovs by og kulturliv 

### Markante Kollektiver
- Østergade
- Klinikken
- De kulturelle salonner
- Disco Den
- Gøgereden
- Hollændergade
- Fruegade 4

Det markante bofællesskab medførte et meget stærkt netværk på tværs af årgange og dermed et markant solidaritetsfællesskab som sidenhen er fortsat på tværs af den kreative kommunikations branche. Samtlige større reklame bureauer har haft en eller flere markante IMMA profiler indenfor dørene igennem tiden.

## Lukning
Det klassiske IMMA som var drevet i Nakskov flyttede i 2008 til Nykøbing Falster, efter EUC Lolland fusionerede med CEUS.
Udover danske studerende har et større antal skandinaviske og kinesiske studerende dimitteret fra skolen.